# Anton Lux (Afrikaforscher)

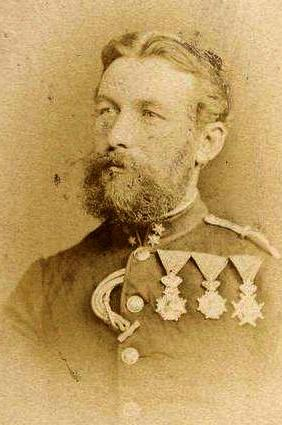
Anton Lux

Anton Erwin Lux (* 23. Dezember 1847 in Venedig; † 31. Mai 1908 in Stockerau) war ein österreichischer Artillerieoffizier und Afrikareisender.

## Leben
Anton Lux besuchte als Offizierssohn die Artillerieakademie und schlug nach seinem Abschluss ebenfalls die Offizierslaufbahn ein. Mit einem Zeichentalent und einem Interesse für Geographie entwickelte Lux Pläne für Festungsanlagen und wurde bald nach 1872 in den Generalstab versetzt. Die Wiener Weltausstellung 1873 profitierte maßgeblich von seinen Plänen und Kartenzeichnungen, so dass er für seine Verdienste 1874 anlässlich einer Audienz bei Kaiser Franz Joseph I. die Goldmedaille „Viribus unitis“ verliehen bekam.  
Bei dieser Gelegenheit erhielt Lux außerdem die Genehmigung, an der zweiten Afrikaexpedition der Deutschen Afrika-Gesellschaft unter Leitung von Paul Pogge als Geograph teilzunehmen. 
Die Loangoexpedition, an der außer Paul Pogge auch der Ornithologe Alexander von Homeyer teilnahm, reiste südlich vom Kongo durch das Land der Bangela bis Kimbundo, das bis dahin noch keine deutsche Gruppe erreicht hatte.
Nach seiner Rückkehr nahm Lux als österreichischer Delegierter an einer Afrika-Konferenz in Brüssel teil und veröffentlichte 1879/80 sein Buch Von Loanda nach Kimbundo. Er bereiste in den nächsten Jahren den Balkan, sein Reisebericht erschien 1887. 
Ab 1889 kehrte Lux in den militärischen Dienst zurück und studierte parallel in Wien orientalische Sprachen. 1903 ging er in den militärischen Ruhestand und starb 1908 in Stockerau. Er wurde an der Seite seiner Frau auf dem Friedhof in Mödling bestattet.

## Schriften
- Von Loanda nach Kimbundo etc. 1875-76 (Wien 1879).
- Die Balkanhalbinsel (mit Ausschluß von Griechenland). Physikalische und ethnographische Schilderungen und Städtebilder (Freiburg 1887)